# Thameslink
Thameslink è un sistema di trasporto ferroviario che serve l'area metropolitana londinese e le home counties.
Tutte le linee del sistema sono affidate alla gestione di una sussidiaria dell'azienda anglo-francese Govia, chiamata Govia Thameslink Railway.
La rete è composta da servizi ferroviari di tipo suburbano e regionale che connettono Bedford, Cambridge, Luton, Peterborough e St Albans a Brighton, Horsham, Orpington, Rainham, Sevenoaks e Sutton, passando attraverso il centro di Londra.

Fulcro del servizio è la tratta Blackfriars-St Pancras, nota come Thameslink Core, dove confluiscono tutte le linee del servizio, raggiungendo una frequenza media di un treno ogni 4 minuti in ora di punta..

## Storia
I servizi ferroviari di passeggeri hanno attraversato Londra attraverso la galleria di Snow Hill dalla metà dell'epoca vittoriana fino al 1916; a partire da questa annata, i servizi ferroviari provenienti da nord venivano deviati verso Moorgate, mentre quelli provenienti da sud terminavano a Holborn Viaduct da sud. In quest'epoca, d'altronde, la maggior parte dei viaggi all'interno della città di Londra veniva effettuato con autobus e tram e il traffico passeggeri su ferrovia era in calo.
Il 14 giugno 1941, il direttore delle ferrovie George Dow ha proposto, in un articolo del quotidiano londinese, The Star, di costruire nuove tratte in galleria da Marylebone a Victoria e da King's Cross a Charing Cross; entrambi i percorsi avrebbero dovuto collegarsi alla galleria Paddington-Liverpool Street da lui proposta, anticipando di quarant'anni il Crossrail. Egli ha proposto anche un collegamento da nord-est a sud-ovest (da Liverpool Street a Charing Cross), che avrebbe dato vita a connessioni essenziali e senza soluzione di continuità con le linee ferroviarie britanniche principali.
Nonostante ciò, la galleria di Snow Hill è rimasta aperto solo per il traffico merci che attraversavano Londra, finché nel 1970, anche questo è stato soppresso e la tratta tra Farringdon e Holborn Viaduct è stato chiuso.
Il completamento, nel 1982, dei lavori di elettrificazione della Midland Main Line e delle City Widened Lines ha permesso l'istituzione di un nuovo servizio ferroviario suburbano che collegava Bedford a St Pancras e a Moorgate. Questo servizio era noto come Midland City Line.
La galleria di Snow Hill è stata riaperta al servizio passeggeri da British Rail, dopo settantadue anni, nel 1988, e ciò ha consentito la creazione della rete Thameslink a partire dal maggio 1988. Il 29 gennaio 1990, il tratto tra Blackfriars e Farringdon è stato temporaneamente chiuso per consentire la costruzione di un nuovo tracciato: il percorso attraverso il sito della stazione di Ludgate Hill, chiusa da tempo, e attraverso Ludgate Hill fino al viadotto di Holborn è stato abbandonato e demolito. Il percorso sostitutivo sotto Ludgate Hill è stato inaugurato il 29 maggio 1990 dal Network SouthEast (divisione di British Rail), in concomitanza con l'apertura della stazione di City Thameslink; aperta con il nome di St Paul's Thameslink, nel 1991 è stata rinominata per evitare confusione con la stazione di St. Paul's della linea Central della metropolitana, a circa 500 m di distanza.
La stazione di King's Cross Thameslink situata lungo le City Widened Lines è stata chiusa l'8 dicembre 2007.
A sud esistono due diramazioni; una va da London Bridge a East Croydon, e poi a Brighton mentre la seconda ha una storia più complessa.
All'inizio i treni venivano istradati via Bromley per Orpington e Sevenoaks. Qualche tempo dopo, i treni non diretti a Brighton viaggiavano via Elephant & Castle e Streatham fino a West Croydon. Anche se questa rotta, viene anche usata per altri servizi che corrono vicini alla linea principale, essa non viene mai in connessione con questa. Dopo West Croydon la linea passa per Carshalton Beeches verso Sutton e poi verso Epsom, Leatherhead, Effingham Junction ed infine termina a Guildford. Intorno al 1994 la seconda diramazione terminava a West Croydon, mentre dal 1995 la rotta venne completamente cambiata. Thameslink non servì più la stazione di West Croydon e deviò per Sutton passando per Mitcham Junction con la linea che continuava ad anello fino a Wimbledon ricollegandosi poi a sud di Streatham.

## La rete
Al 2022, le linee del servizio Thameslink in esercizio sono:
- Servizio suburbano
  - Londra Blackfriars - Catford - Otford - Sevenoaks
  - Luton - Greenwich - Rainham
  - St Albans City - Mitcham Junction - Sutton
  - St Albans City - Wimbledon - Sutton
- Servizio regionale
  - Bedford - Brighton[4][5]
  - Bedford - Redhill - Aeroporto di Gatwick[4][6]
  - Cambridge - Brighton[5][7]
  - Cambridge - Londra King's Cross[7]
  - Letchworth Garden City - Londra King's Cross[7]
  - Peterborough - Redhill - Horsham[7][8]

Oltre ai servizi sopracitati, ulteriori servizi più sporadici circolano nella rete Thameslink: durante le ore di punta, per esempio, circolano servizi aggiuntivi, per East Grinstead e Littlehampton.